# Nordic beats
Nordic beats är en svensk musik- och dokumentärserie från 2023 med premiär på SVT Play och SVT den 14 juni 2023. Första säsongen består av sex avsnitt. Serien är en samproduktion där förutom SVT även DR, NRK, RUV, Yle och Svenska Yle deltar. Fredrik Norberg är projektledare på SVT

## Handling
Serien kretsar kring den nordiska dansmusikens historia. Serien tar avstamp i de olagliga ravefesterna i lagerlokalerna och i skogen på 1980- och 1990-talet och följer utvecklingen över tid via eurodiscon till den moderna dansmusiken.

## Medverkande artister i urval
I serien medverkar ett flertal artister såsom Björk, Swedish House Mafia, Avicii, Kygo, Röyksopp, Darude, Aqua, E-Type, Icona Pop och Vito Ingrosso.